# Tristania neriifolia
Tristania neriifolia är en myrtenväxtart som först beskrevs av Franz e Wilhelm Sieber och John Sims, och fick sitt nu gällande namn av Robert Brown. Tristania neriifolia ingår i släktet Tristania och familjen myrtenväxter. Inga underarter finns listade i Catalogue of Life.

## Bildgalleri

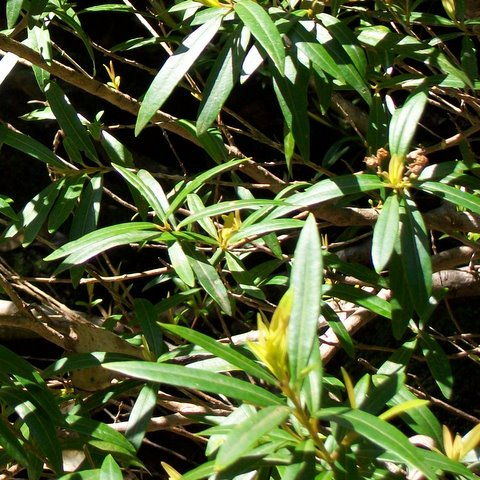